# Decimoctavo problema de Hilbert
El decimoctavo problema de Hilbert (uno de los conocidos como 23 Problemas de Hilbert, establecidos en una célebre lista compilada en 1900 por el matemático alemán David Hilbert), realiza tres preguntas separadas sobre teselados y empaquetamiento de esferas en el espacio euclídeo.

## Grupos de simetría enn{\displaystyle n}dimensiones
La primera parte del problema se pregunta si solo hay un número finito de grupos espaciales esencialmente diferentes en el espacio euclídeo de dimensión {\displaystyle n}. Esto fue respondido afirmativamente por Bieberbach.

## Revestimiento anisoédrico en 3 dimensiones
La segunda parte del problema pregunta si existe un poliedro que recubra el espacio euclídeo tridimensional pero que no sea la región fundamental de ningún grupo espacial; es decir, mosaicos que no sean isoédricos (mosaicos-transitivos). Estos mosaicos ahora se conocen como anisoedrales. Al plantear el problema en tres dimensiones, Hilbert probablemente estaba asumiendo que no existía tal mosaico en dos dimensiones; esta suposición más tarde resultó ser incorrecta.
El primer mosaico de este tipo en tres dimensiones fue encontrado por Karl Reinhardt en 1928. El primer ejemplo en dos dimensiones fue encontrado por Heesch en 1935. El problema de "einstein" es una cuestión relacionada que requiere una forma que pueda enlosar el espacio pero no con un grupo cíclico de simetrías.

## Empaquetado de esferas
La tercera parte del problema pide el empaquetamiento de esferas más denso o el empaquetado de otras formas especificadas. Aunque incluye expresamente formas distintas a las esferas, generalmente se toma como equivalente a la conjetura de Kepler.
En 1998, el matemático estadounidense Thomas Callister Hales dio una prueba asistida por ordenador de la conjetura de Kepler. Demostró que la forma más eficiente de empaquetar esferas es en forma de pirámide.